# Східний Світ (журнал)
«Східний світ» — український науковий журнал, видається Інститутом сходознавства ім. А. Ю. Кримського НАН України.  
Сьогодні журнал рецензує та публікує статті вітчизняних та закордонних дослідників, присвячені актуальним проблемам історії і сучасності країн Сходу, східним мовам і літературам, контактам України з країнами Сходу, бібліографічні огляди і рецензії тощо українською та англійською мовами. Також на сторінках видання з’являються публікації, присвячені кримським студіям, кавказознавству, африканістиці, східним діаспорам у різних куточках світу. Публікуються як оригінальні статті вітчизняних і закордонних авторів, так і переклади історичних, релігійних і літературних пам’яток Сходу. Основні рубрики: “Історія”; “Джерелознавство та історіографія”; “Етнічні та релігійні меншини східного походження в Україні”; “Мови та літератури”; “Філософія”; “Сакральні тексти Сходу”; “Пам’ятки східного походження на теренах України”; “Сучасний Схід”; “Переклади”; “Спадщина”; “Рецензії”; “Хроніка”.
Журнал “Східний світ” має на меті активізувати наукові дослідження в галузі сходознавства в Україні, стверджувати сходознавство як важливу та невід’ємну ланку українського гуманітарного знання. Завдання журналу: сприяння розвитку сходознавства; введення в науковий обіг нових джерел, популяризація останніх наукових досягнень, підвищення рівня досліджень та всебічний розвиток наукового співробітництва в у цій галузі. Видання призначене для сходознавців, істориків, філологів, філософів, політологів, релігієзнавців, музейників, викладачів та студентів, а також всіх тих, хто цікавиться історією, мовами та культурами країн Сходу та їхніми зв’язками з Україною.
Журнал має власний сайт https://oriental-world.org.ua/ [Архівовано 22 січня 2022 у Wayback Machine.] з україномовною та англомовною сторінками. Опублікованим матеріалам присвоюється міжнародний цифровий ідентифікатор DOI (2012–2021). Журнал індексується у міжнародних та вітчизняних наукометричних базах та електронних бібліотеках: Web of Science Scopus [Архівовано 2 березня 2022 у Wayback Machine.], Google Scholar [Архівовано 4 серпня 2021 у Wayback Machine.], Slavic Humanities Index [Архівовано 13 квітня 2017 у Wayback Machine.], Index Copernicus [Архівовано 25 січня 2021 у Wayback Machine.], Vernadsky National Library of Ukraine [Архівовано 4 серпня 2021 у Wayback Machine.], Zeitschriftendatenbank [Архівовано 4 серпня 2021 у Wayback Machine.], British Library [Архівовано 2 березня 2022 у Wayback Machine.], ROAD [Архівовано 4 серпня 2021 у Wayback Machine.], Scilit [Архівовано 4 серпня 2021 у Wayback Machine.], Ulrichsweb [Архівовано 27 липня 2021 у Wayback Machine.], Open Ukrainian Citation Index [Архівовано 4 серпня 2021 у Wayback Machine.], ResearchBib [Архівовано 4 серпня 2021 у Wayback Machine.], EuroPub [Архівовано 9 травня 2021 у Wayback Machine.], Crossref [Архівовано 9 травня 2021 у Wayback Machine.].
Свідоцтво про державну реєстрацію: КВ № 15802-4274 ПР від 28.09.2009.
ISSN 1608-0599 (Print), ISSN 1682-5268 (Online).

## Короткі відомості
Журнал “Східний світ” почав видаватися з 1927 р. у Харкові як друкований орган Всеукраїнської асоціації сходознавців. У 1931-му році його видання припинилося. Два останні номери (№ 6 (15) за 1930 р. і здвоєний № 1/2 (16/17) за 1931 р.) вийшли під назвою “Червоний Схід”. Відповідальні редактори – Я. П. Ряппо (1927–1929), О. А. Полоцький (1930–1931), до редколегії журналу входили зокрема А. Ю. Кримський, А. П. Ковалівський, П. Г. Ріттер, П. Г. Тичина.
У 1993 р. у Києві, за ініціативи Омеляна Пріцака, засновника і тодішнього директора Інституту сходознавства ім. А. Ю. Кримського НАН України, було відновлене видання наукового журналу “Східний світ”, який став головним періодичним виданням інституту. З 1993 р. журнал виходив двічі на рік; з 2003 – став виходити поквартально. Гол. ред. з часу відновлення – О. Й. Пріцак (1993–2000), Ю. М. Кочубей (2001–2009), Л. В. Матвєєва (2009–2012). І. В. Отрощенко (з 2012 р.). Починаючи з 1993 р., на сторінках видання друкувалися автори з понад 30 країн.
Всього з 1927 року до сьогодні світ побачили понад 122 номери. Якщо в перших номерах журналу більшість матеріалів була присвячена економічній тематиці та торговельним зв’язкам Радянського Союзу, зокрема УРСР, з країнами Сходу, то у відновленому “Східному світі” переважають публікації на історичну тематику.